# Sylvia Burka
Sylvia Burka (Winnipeg, Manitoba, 4 mei 1954) is een Canadees oud-langebaanschaatsster en de eerste wereldkampioen junioren bij de vrouwen. Burka was tevens actief als wielrenster en won driemaal de nationale titel op de weg (1977, 1978 en 1980) en tweemaal de Canadese titel in de individuele tijdrit (1976 en 1979). Burka was van 1981 tot 1986 getrouwd met wielrenner Jocelyn Lovell.

## Levensloop
Al op 15-jarige leeftijd maakte Burka haar internationale schaatsdebuut. Het WK voor junioren was echter nog niet ingevoerd, waardoor ze bij internationale kampioenschappen onder in de middenmoot eindigde. Hoewel de achtste plaats op de 1000 meter bij de Olympische Winterspelen van 1972 hierop een uitzondering is. In 1973 werd pas het WK junioren ook voor vrouwen ingevoerd en Burka kon voor eerst haar krachten meten met leeftijdsgenoten. De Canadese was torenhoog favoriet en niet zonder reden bleek achteraf, want ze won drie van de vier afstanden. Daarmee werd ze de eerste wereldkampioene junioren. Later dat jaar werd ze ook nog vierde bij het WK Sprint in Oslo en liet daarmee zien ook bij de senioren goed te kunnen presteren.
Tot 1976 moest Burka wachten om ook wereldkampioen te worden bij de senioren. In het Noorse Gjøvik werd zij wereldkampioene allround. In dat jaar werd ze ook derde bij het WK Sprint en won daarmee ook haar eerste medaille bij het mondiale sprintkampioenschap. Een jaar later werd ze weer wereldkampioene, maar nu bij het WK Sprint van 1977 in Alkmaar.
Bij het WK Allround van 1979 in Den Haag won ze een bronzen medaille achter de Amerikaanse Beth Heiden en de Sovjetse Natalja Petroeseva. Dit zou haar laatste podiumplek worden bij een mondiaal kampioschap. In 1980 kwam Burka niet verder dan een zesde plaats bij het WK Allround in Hamar. Na het seizoen 1979-1980 nam de Canadese afscheid van het wedstrijdschaatsen. Aan haar tien deelnames aan het WK Allround hield ze acht afstandmedailles over (1-2-5), behaald op de kampioenschappen van '73,'76,'77,'78,'79 en '80.

## Records

### Persoonlijke records
| Afstand    | Tijd    | Datum            | Baan   |
| ---------- | ------- | ---------------- | ------ |
| 500 meter  | 42,15   | 12 maart 1976    | Inzell |
| 1000 meter | 1.24,49 | 26 januari 1979  | Davos  |
| 1500 meter | 2.11,09 | 8 december 1979  | Davos  |
| 3000 meter | 4.36,43 | 26 januari 1979  | Inzell |
| 5000 meter | 8.13,66 | 17 december 1977 | Inzell |

### Wereldrecords
| Nr. | Afstand        | Tijd    | Datum           | Baan   |
| --- | -------------- | ------- | --------------- | ------ |
| 1   | sprintvierkamp | 175,050 | 14 januari 1973 | Davos  |
| 2   | minivierkamp   | 176,468 | 13 maart 1976   | Inzell |

#### Wereldrecords laaglandbaan (officieus)
| Nr. | Afstand    | Tijd    | Datum            | Baan    |
| --- | ---------- | ------- | ---------------- | ------- |
| 1.  | 1000 meter | 1.27,91 | 26 februari 1976 | Alkmaar |

## Resultaten
| Jaar | Olympische Spelen                    | WK Allround | WK Sprint | WK Junioren |
| ---- | ------------------------------------ | ----------- | --------- | ----------- |
| 1970 |                                      | NC20        | 24e       |             |
| 1971 |                                      | NC25        | 23e       |             |
| 1972 | DQ 500m 8e 1000m 21e 1500m           | 16e         | 13e       |             |
| 1973 |                                      | 12e         | 4e        | Goud        |
| 1974 |                                      | 11e         | 8e        | 6e          |
| 1975 |                                      |             |           |             |
| 1976 | 11e 500m 4e 1000m 9e 1500m 8e 3000m  | Goud        | Brons     |             |
| 1977 |                                      | 15e         | Goud      |             |
| 1978 |                                      | 6e          | 10e       |             |
| 1979 |                                      | Brons       | 5e        |             |
| 1980 | 9e 500m 7e 1000m 10e 1500m 12e 3000m | 6e          | 7e        |             |

DQ = gediskwalificeerd
NC# = niet gekwalificeerd voor de laatste afstand, maar wel als # geklasseerd in de eindrangschikking

### Medaillespiegel
| Kampioenschap | Goud · | Zilver · | Brons · |
| ------------- | ------ | -------- | ------- |
| WK Allround   | 1      | 0        | 1       |
| WK Sprint     | 1      | 0        | 1       |
| WK Junioren   | 1      | 0        | 0       |